# St-Ouen (Rouen)

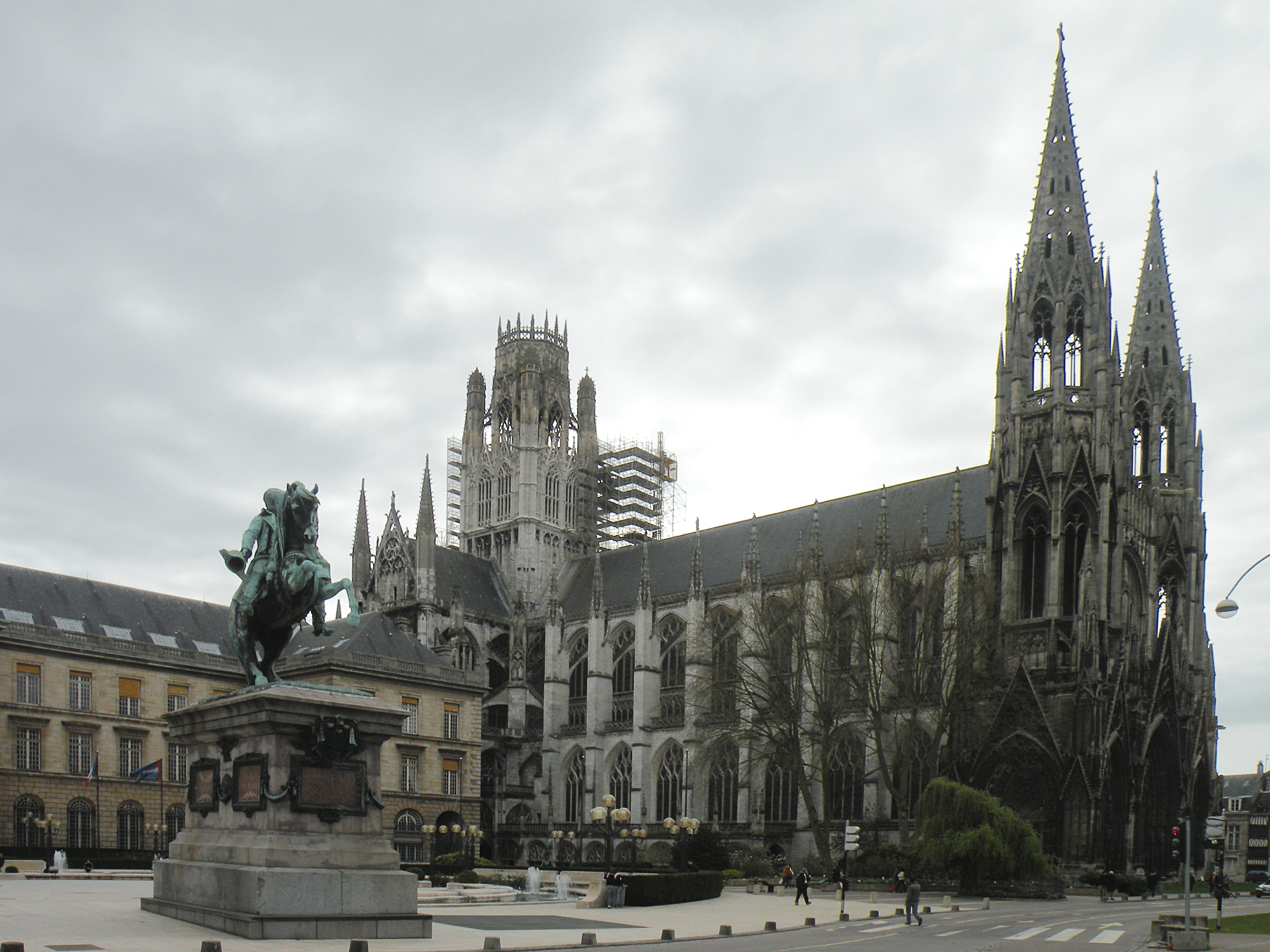
Ansicht von Nordwesten

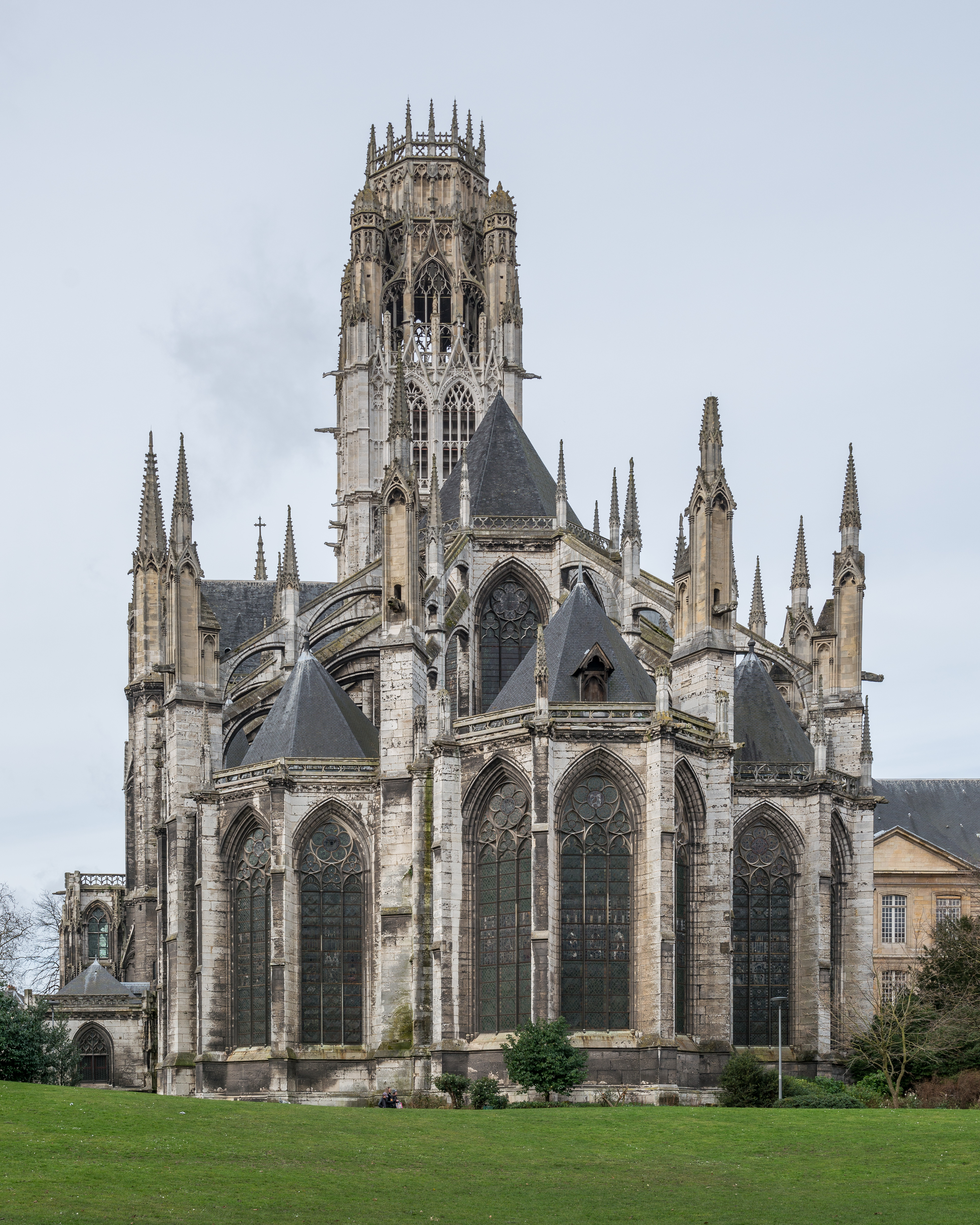
Ansicht von Osten

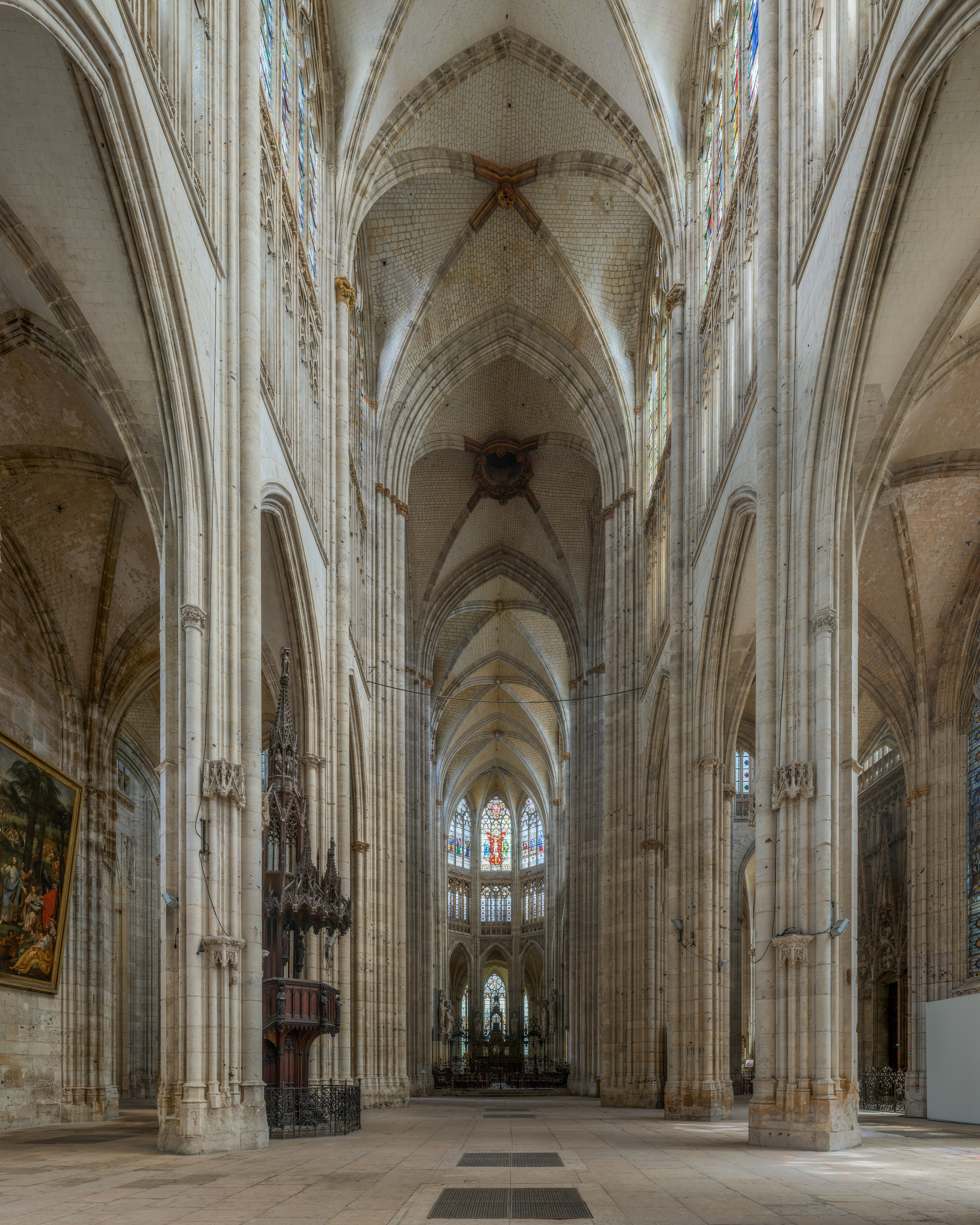
Der Innenraum der Kirche

Die Abteikirche Saint-Ouen ist eine bedeutende gotische Kirche in Rouen. Sie ist für ihre Architektur und die Cavaillé-Coll-Orgel berühmt.

## Geschichte
Das Benediktinerkloster in Rouen wurde um 750 gegründet. Ihr Patron war der Apostel Petrus.
Keimzelle des Klosters war die im 7. Jahrhundert errichtete Kirche. An ihrer Entstehung war der später als Heiliger verehrte Audoenus (Saint Ouen) beteiligt. Er war ein Ratgeber des merowingischen Königs Dagobert und mit verschiedenen Ämtern an dessen Hof betraut. Ab 640 war er Erzbischof von Rouen. Nach seinem Tod in Clichy bei Paris 684 wurde sein Leichnam nach Rouen überführt und in der dortigen Kirche St-Pierre beigesetzt. Sein Grab wurde zum Ziel von Pilgern; so ging sein Name auf die Abtei über.
841 plünderten und zerstörten die Wikinger die Abtei, ebenso die vom hl. Wandregisel gegründete Abtei Fontenelle und die vom hl. Philibert gegründete Abtei Jumièges, an deren Gründungen Erzbischof Audoenus beteiligt gewesen war.
Nachdem sich der Wikingerführer Rollo 911 hatte taufen lassen, ließen seine Nachkommen, die normannischen Herzöge, die drei Abteien wieder aufbauen. Als Wiederbegründer der Abtei Saint-Ouen gilt Abt Hildebert (in Urkunden „Heldebertus“ oder „Hildebertus“ genannt). Er war möglicherweise seit 960, spätestens seit 989 Abt von Saint-Ouen und leitete die Abtei bis zu seinem Tod 1006.

## Architektur

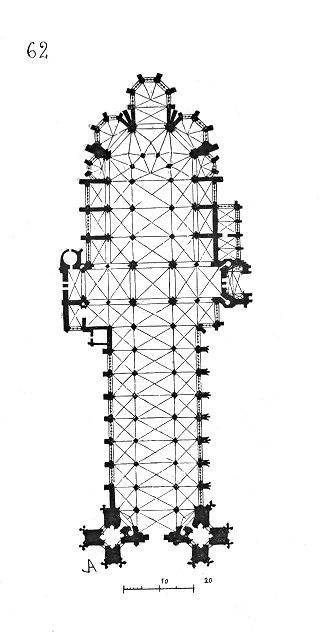
Grundriss der Abteikirche

Die heutige Kirche wurde ab 1318, unterbrochen durch den Hundertjährigen Krieg, erbaut und erst im 16. Jahrhundert im Flamboyant-Stil fertiggestellt. Sie zeichnet sich gegenüber vergleichbaren Kirchen der Spätgotik durch die außergewöhnlich steile Proportionierung des Mittelschiffs und die nahezu vollständige Auflösung der Wände in Fenster aus. Auch das Triforium ist mit Außenfenstern versehen und wird dadurch optisch Teil der Obergadenfenster. Im Unterschied zu den hochgotischen Kirchen sind die Fenster großflächiger gestaltet, so wurden am Chorpolygon und in den Kapellen ungewöhnlich breite Fenster eingebaut.
Die Westfassade wurde erst im 19. Jahrhundert mit einer anderen Kalksteinsorte aufgebaut, weil die Stadt nur begrenzte finanzielle Möglichkeiten hatte. Sie wählte das billigste Projekt des Architekten Henry Grégoire unter den Bewerbern aus, das sich in den Einzelformen an der hochgotischen Architektur des Kölner Doms orientiert. Die beiden Westtürme (welche im Unterschied zum Kölner Dom bereits ab dem ersten Obergeschoss ins Oktogon überführt sind), die drei Portale und die Figuren stammen aus dieser Zeit, aber nicht die feingestaltete Rosette, die ein Original aus dem 16. Jahrhundert ist. Der spätgotische Vierungsturm ist in der Normandie nicht ungewöhnlich, zeichnet sich aber durch eine gewagte Statik aus, da die Vierungspfeiler nur wenig stärker als die übrigen Pfeiler ausgebildet sind.

## Glasfenster
Saint Ouen beherbergt die größte Sammlung von Glasfenstern aus dem 14. Jahrhundert in Frankreich, die sich in den Chorkapellen befinden. An anderer Stelle im Chor und im Hauptschiff haben die oberen und unteren Fenster Verglasungen aus dem 15. und 16. Jahrhundert. Wie überall in der Stadt Rouen, wurden die alten Glasfenster schon im Jahre 1939 ausgelagert, um ihre Zerstörung durch den Krieg zu vermeiden. Es fehlen nur zwei historische Glasfenster in dieser Kirche: im Zentraloberfenster des Chores ist die Verglasung ein modernes Werk des Glasmeisters Max Ingrand mit einer Darstellung der Kreuzigung, weil die ehemalige Arbeit zur Zeit der französischen Revolution durch einen Geschäftsmann zerstört wurde. In der Rosette ist das blaue abstrakte Glasfenster ebenfalls eine moderne Arbeit.

## Orgel

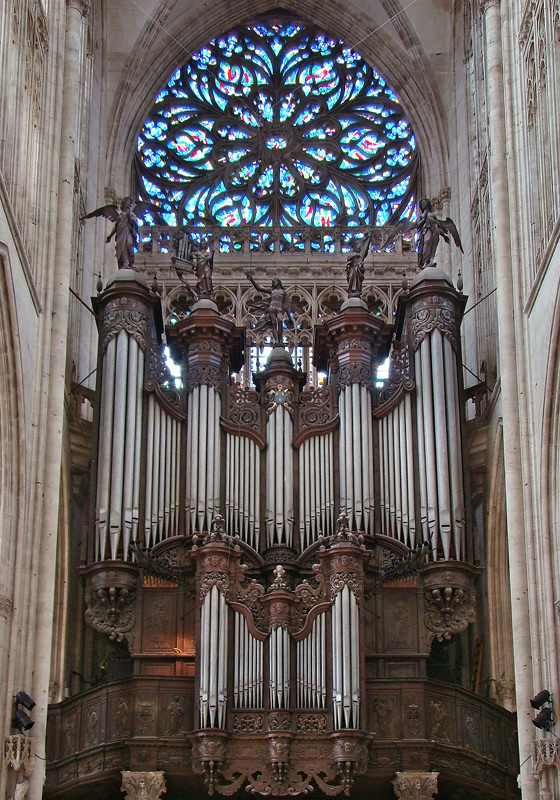
Cavaillé-Coll-Orgel St-Ouen

Die Kirche beherbergt eine große viermanualige Orgel mit 64 Registern, gebaut im Jahr 1890 durch Aristide Cavaillé-Coll. Sie zählt zu den bedeutendsten Orgeln der Welt und ist das letzte große Werk Cavaillé-Colls, in dem er das in seinem letzten Lebens- und Schaffensabschnitt entwickelte Konzept der symphonischen Orgel am weitgehendsten zur Vollkommenheit brachte. Charles-Marie Widor, Schöpfer großer Orgelsymphonien, der sie 1890 bei ihrer Einweihung spielte, soll sie bewundernd mit Michelangelo verglichen haben. Die Disposition lautet wie folgt:
| I Positif C–g3 |     |
| Montre         | 08′ |
| Bourdon        | 08′ |
| Gambe          | 08′ |
| Unda maris     | 08′ |
| Dulciana       | 04′ |
| Flûte douce0   | 04′ |
| Doublette      | 02′ |
| Plein jeu      |     |
| Cor anglais    | 16′ |
| Trompette      | 08′ |
| Cromorne       | 08′ |
| Clairon        | 04′ |

| II Grand-Orgue C–g3 |     |
| Montre              | 16′ |
| Violonbasse         | 16′ |
| Bourdon             | 16′ |
| Montre              | 08′ |
| Diapason            | 08′ |
| Bourdon             | 08′ |
| Flûte harm0         | 08′ |
| Salicional          | 08′ |
| Prestant            | 04′ |
| en chamade          |     |
| Trompette           | 08′ |
| Clairon             | 04′ |

| III Récit expressif C–g3 |       |
| Quintaton                | 16′   |
| Corno dolce              | 16′   |
| Diapason                 | 08′   |
| Cor de nuit              | 08′   |
| Flûte travers            | 08′   |
| Viole de gambe           | 08′   |
| Voix céleste             | 08′   |
| Voix éolienne            | 08′   |
| Flûte octav:             | 04′   |
| Viole d’amour            | 04′   |
| Quinte                   | 2 ⁄3′ |
| Octavin                  | 02′   |
| Carillon 1 à 3 Rangs     | 01′   |
| Cornet 5 R.              | 08′   |
| Tuba magna               | 16′   |
| Trompette harm.          | 08′   |
| Clarinette               | 08′   |
| Basson-Hautbois          | 08′   |
| Voix humaine             | 08′   |
| Clairon harm.            | 04′   |
| Tremolo                  |       |

| IV Bombarde C–g3   |        |
| Flûte              | 08′    |
| Flûte              | 04′    |
| Doublette          | 02′    |
| Cornet 5 rangs     | 16′    |
| Fourniture 5 rangs | 02 ⁄3′ |
| Bombarde           | 16′    |
| Basson 0           | 16′    |
| Trompette          | 08′    |
| Clairon            | 04′    |

| Pédale C–f1      |     |
| Soubasse         | 32′ |
| Contrebasse      | 16′ |
| Soubasse         | 16′ |
| Basse            | 08′ |
| Violoncelle      | 08′ |
| Bourdon          | 08′ |
| Flûte            | 04′ |
| Contre Bombarde0 | 32′ |
| Bombarde         | 16′ |
| Contre Basson    | 16′ |
| Trompette        | 08′ |
| Clairon          | 04′ |

- Koppeln:[A 8] Tirasse G.O., Tirasse Pos., Tirasse Réc., Anches Ped., Anches Bomb., Anches G.O., Anches Pos., Anches Réc., Octaves graves G.O., Octaves graves Réc./G.O., Appel G.O., Pos./G.O., Réc./G.O., Bomb./G.O., Octave graves Réc., Pos./Réc.[A 9], Octave aigues Réc., Bomb./Réc.

Der Winddruck in den Teilwerken beträgt seit 1941: Positif: 100 mm, Grand-Orgue und Bombarde: 110 mm, Chamades: 140 mm, Récit und Pédale: 120 mm.
- Anmerkungen:

1. ↑  Die jeux de combinaison sind kursiv gesetzt.
2. ↑   5fach, 1′.
3. 1 2  Harmonique.
4. ↑  C-f° 1′, ab fs° 2 2⁄3′, 1 3⁄5′, 1′.
5. ↑  Ab c1.
6. ↑  Als Fußtritt.
7. ↑  Ab c1; 16′, 8′, 5 1⁄3′, 4′, 3 1⁄5′
8. ↑  Als Tritte, in der Reihenfolge am Spieltisch von links nach rechts.
9. ↑  Sic [!]. Es existiert keine Koppel Réc./Pos.

## Titularorganisten
Bis 1790 versahen Benediktinermönche den Orgeldienst an der Kirche, die Namen sind nicht überliefert.
- 1814–1835: Urbain Meurger
- 1835–1887: Hippolyte Godefroy
- 1887–1911: Auguste Guéroult
- 1911–1939: Albert Dupré
- 1940–1977: Maurice Gouellin
- Seit 1977: Marie-Andrée Morisset-Balier.
- Seit 2015: Jean-Baptiste Monnot[8]

## Glocken
Im Vierungsturm hängen fünf Glocken, von denen die beiden kleineren in verkürzter Rippe als Schlagglocken für den Uhrschlag dienten. Die drei großen Glocken bilden das liturgische Geläut. Es hängt in einem monumentalen mittelalterlichen Holzglockenstuhl mit mehrgeschossigem Unterbau. Zum Angelusläuten wird die kleinste Glocke geläutet.
| Glocke | Name           | Gewicht | Durchmesser | Schlagton | Gussjahr    | Gießer                                   | Bild |
| ------ | -------------- | ------- | ----------- | --------- | ----------- | ---------------------------------------- | ---- |
| 1      | Saint-Ouen     | 4000 kg | –           | a° (ut)   | 1701        | Jean Aubert                              |      |
| 2      | Marie          | 3000 kg | –           | h° (re)   | 1651 / 1887 | François Chauvel et fils / Amédée Bollée |      |
| 3      | Julie-Marcelle | 2135 kg | 155 cm      | cis′ (mi) | 1887        | Amédée Bollée                            |      |